# Copa Brasil de Voleibol Masculino de 2014
A Copa Brasil de Voleibol Masculino de 2014 foi a segunda edição desta competição organizada pela Confederação Brasileira de Voleibol através da Unidade de Competições Nacionais. Participaram do torneio oito equipes provenientes de cinco estados brasileiros: São Paulo, Rio de Janeiro, Minas Gerais, Rio Grande do Sul e Paraná. A fase final do torneio foi realizada no Ginásio Chico Neto, em Maringá, Paraná.
O ASE Sada Cruzeiro conquistou seu primeiro título na competição ao vencer o Sesi-SP na decisão por três sets a dois.

## Regulamento
Classificaram-se para a disputa da Copa Brasil de 2014 as oito melhores equipes do primeiro turno da fase classificatória da Superliga Série A 2013/2014. O torneio foi disputado em sistema de eliminatória simples, em jogo único, com fases de quartas-de-final, semifinais e final. O campeão se classificou para o Sul-Americano de 2014.
Os jogos de quartas de final foram jogados com mando dos quatro melhores clubes após o primeiro turno da Superliga 13/14. Já as semifinais e a final foram realizadas no Ginásio Chico Neto, Maringá (PR)

## Equipes participantes
Oito equipes disputaram o título da Copa Brasil de Voleibol Masculino. São elas:
| Equipe Nome fantasia                  | Ginásio Cidade                        | Capacidade | Última participação | Primeiro turno 2013/2014 |
| ------------------------------------- | ------------------------------------- | ---------- | ------------------- | ------------------------ |
| ASE Sada Cruzeiro Sada Cruzeiro Vôlei | Riacho Contagem                       | 2 000      | Joinville 2007      | 1º                       |
| Sesi-SP                               | Vila Leopoldina São Paulo             | 800        | Estreante           | 2º                       |
| RJ Esportes RJ Vôlei                  | Tijuca TC Rio de Janeiro              | 2 500      | Estreante           | 3º                       |
| BVC Campinas Vôlei Brasil Kirin       | Taquaral Campinas                     | 2 600      | Estreante           | 4º                       |
| Minas TC Vivo/Minas                   | Arena JK Belo Horizonte               | 3 650      | Joinville 2007      | 5º                       |
| APAV Canoas Kappesberg Canoas         | La Salle Canoas                       | 1 200      | Estreante           | 6º                       |
| VBCE Maringá Moda Maringá             | Chico Neto Maringá                    | 4 538      | Estreante           | 7º                       |
| ADC São Bernardo São Bernardo Vôlei   | Adib Moisés Dib São Bernardo do Campo | 5 730      | Estreante           | 8º                       |

## Resultados
|  | Quartas-de-final | Quartas-de-final  | Quartas-de-final |         |              | Semifinais        | Semifinais | Semifinais |  |  | Final | Final             | Final |
|  |                  |                   |                  |         |              |                   |            |            |  |  |       |                   |       |
|  | 1º               | ASE Sada Cruzeiro | 3                |         |              |                   |            |            |  |  |       |                   |       |
|  | 8º               | ADC São Bernardo  | 0                |         |              |                   |            |            |  |  |       |                   |       |
|  | 8º               | ADC São Bernardo  | 0                |         | 1º           | ASE Sada Cruzeiro | 3          |            |  |  |       |                   |       |
|  |                  |                   |                  |         | 1º           | ASE Sada Cruzeiro | 3          |            |  |  |       |                   |       |
|  |                  | 4º                | BVC Campinas     | 0       |              |                   |            |            |  |  |       |                   |       |
|  | 4º               | 4º                | BVC Campinas     | 0       | BVC Campinas | 3                 |            |            |  |  |       |                   |       |
|  | 4º               |                   |                  |         | BVC Campinas | 3                 |            |            |  |  |       |                   |       |
|  | 5º               | Minas TC          | 0                |         |              |                   |            |            |  |  |       |                   |       |
|  |                  |                   |                  |         |              |                   |            |            |  |  | 1º    | ASE Sada Cruzeiro | 3     |
|  |                  |                   | 2º               | Sesi-SP | 2            |                   |            |            |  |  |       |                   |       |
|  | 3º               | RJ Vôlei          | 1                |         |              |                   |            |            |  |  |       |                   |       |
|  | 6º               | APAV Canoas       | 3                |         |              |                   |            |            |  |  |       |                   |       |
|  | 6º               | APAV Canoas       | 3                |         | 6º           | APAV Canoas       | 0          |            |  |  |       |                   |       |
|  |                  |                   |                  |         | 6º           | APAV Canoas       | 0          |            |  |  |       |                   |       |
|  |                  | 2º                | Sesi-SP          | 3       |              |                   |            |            |  |  |       |                   |       |
|  | 2º               | 2º                | Sesi-SP          | 3       | Sesi-SP      | 3                 |            |            |  |  |       |                   |       |
|  | 2º               |                   |                  |         | Sesi-SP      | 3                 |            |            |  |  |       |                   |       |
|  | 7º               | VBCE Maringá      | 2                |         |              |                   |            |            |  |  |       |                   |       |

## Classificação final
| Posição | Equipe            |
| ------- | ----------------- |
|         | ASE Sada Cruzeiro |
|         | Sesi-SP           |
|         | BVC Campinas      |
| 4º      | APAV Canoas       |
| 5º      | VBCE Maringá      |
| 6º      | RJ Vôlei          |
| 7º      | Minas TC          |
| 8º      | ADC São Bernardo  |

| Copa Brasil de Voleibol Masculino          |
| Minas Gerais                               |
| ------------------------------------------ |
| ASE Sada Cruzeiro Campeã (Primeiro título) |